# Arbas (Alto Garona)
 Arbas  es una población y comuna francesa, en la región de Mediodía-Pirineos, departamento de Alto Garona, en el distrito de Saint-Gaudens y cantón de Aspet.

## Demografía
| 254 | 213 | 166 | 180 | 158 | 186 |
| Para los censos de 1962 a 1999 la población legal corresponde a la población sin duplicidades (Fuente: INSEE [Consultar]) |     |     |     |     |     |